# Collegio uninominale Liguria - 05
Il collegio elettorale uninominale Liguria - 05 è stato un collegio elettorale uninominale della Repubblica Italiana per l'elezione della Camera tra il 2017 ed il 2022.

## Territorio
Come previsto dalla legge elettorale italiana del 2017, il collegio era stato definito tramite decreto legislativo all'interno della circoscrizione Liguria.
Era formato da parte del territorio del comune di Genova (aree urbanistiche Albaro, Brignole, Carignano, Castagna, Foce, Lido, Nervi, Puggia, Quartara, Quarto dei Mille, Quinto al Mare, San Giuliano, San Martino, San Vincenzo e Sturla) e dai comuni di Avegno, Bogliasco, Borzonasca, Busalla, Camogli, Carasco, Casella, Chiavari, Cicagna, Cogorno, Coreglia Ligure, Crocefieschi, Fascia, Favale di Malvaro, Fontanigorda, Gorreto, Isola del Cantone, Lavagna, Leivi, Lorsica, Lumarzo, Mezzanego, Moconesi, Montebruno, Montoggio, Ne, Neirone, Orero, Pieve Ligure, Portofino, Propata, Rapallo, Recco, Rezzoaglio, Ronco Scrivia, Rondanina, Rovegno, San Colombano Certenoli, Santa Margherita Ligure, Santo Stefano d'Aveto, Savignone, Sori, Torriglia, Tribogna, Uscio, Valbrevenna, Vobbia e Zoagli nella città metropolitana di Genova.
Il collegio era parte del collegio plurinominale Liguria - 02.

## Eletti
| Elezione | Elezione | Deputato         | Partito      |
| -------- | -------- | ---------------- | ------------ |
|          | 2018     | Roberto Bagnasco | Forza Italia |

## Dati elettorali

### XVIII legislatura
Come previsto dalla legge elettorale, 232 deputati erano eletti con sistema a maggioranza relativa in altrettanti collegi uninominali a turno unico.
| Candidati              | Candidati                  | Voti    | %     | Liste                           | Voti    | %     |
| ---------------------- | -------------------------- | ------- | ----- | ------------------------------- | ------- | ----- |
|                        | Roberto Bagnasco ✔️ Eletto | 68 491  | 41,48 | Lega                            | 32 832  | 19,88 |
| Forza Italia           | Roberto Bagnasco ✔️ Eletto | 68 491  | 41,48 | 26 235                          | 15,89   |       |
| Fratelli d'Italia      | Roberto Bagnasco ✔️ Eletto | 68 491  | 41,48 | 7 771                           | 4,71    |       |
| Noi con l'Italia - UDC | Roberto Bagnasco ✔️ Eletto | 68 491  | 41,48 | 1 653                           | 1,00    |       |
|                        | Rossana Cuneo              | 42 408  | 25,68 | Movimento 5 Stelle              | 42 408  | 25,68 |
|                        | Rosaria Augello            | 40 662  | 24,63 | Partito Democratico             | 31 685  | 19,19 |
| +Europa                | Rosaria Augello            | 40 662  | 24,63 | 7 161                           | 4,34    |       |
| Italia Europa Insieme  | Rosaria Augello            | 40 662  | 24,63 | 1 097                           | 0,66    |       |
| Civica Popolare        | Rosaria Augello            | 40 662  | 24,63 | 719                             | 0,44    |       |
|                        | Luca Pastorino             | 7 746   | 4,69  | Liberi e Uguali                 | 7 746   | 4,69  |
|                        | Antonella Garavello        | 1 607   | 0,97  | CasaPound                       | 1 607   | 0,97  |
|                        | Ursula Cicciarelli         | 1 529   | 0,93  | Potere al Popolo!               | 1 529   | 0,93  |
|                        | Erika Furci                | 767     | 0,46  | Partito Comunista               | 767     | 0,46  |
|                        | Giovanni Russo             | 708     | 0,43  | Il Popolo della Famiglia        | 708     | 0,43  |
|                        | David Erba                 | 411     | 0,25  | 10 Volte Meglio                 | 411     | 0,25  |
|                        | Mirtha Barbetti            | 393     | 0,24  | Partito Valore Umano            | 393     | 0,24  |
|                        | Marco Ferrando             | 246     | 0,15  | Per una Sinistra Rivoluzionaria | 246     | 0,15  |
|                        | Ionela Serban              | 144     | 0,09  | PRI - ALA                       | 144     | 0,09  |
| Totale                 | Totale                     | 165 112 | 100   |                                 | 165 112 | 100   |
|                        |                            |         |       |                                 |         |       |
| Voti non validi        | Voti non validi            | 4 331   | 2,56  |                                 |         |       |
| Votanti                | Votanti                    | 169 443 | 73,73 |                                 |         |       |
| Elettori               | Elettori                   | 229 821 |       |                                 |         |       |